# Gersemia florida
Gersemia florida är en korallart som först beskrevs av Martin Heinrich Rathke 1806.  Gersemia florida ingår i släktet Gersemia och familjen Nephtheidae. Inga underarter finns listade i Catalogue of Life.